# 佐野良
佐野良（さのら）は、福島県郡山市に所在する字である。郵便番号は963-8807。

## 地理
郡山市役所本庁所管地域である旧郡山地区に属し、住所としては「郡山市字佐野良」と表記される。北西で横塚、東で安原町、南で下舘野、西端角で北畑とそれぞれ隣接する。JR東日本郡山駅東側市街地東部に位置し、一級水系阿武隈川左岸沿い、安原橋北側の一角を範囲とする。域内は主に田畑が広がり、南東端の一角に宅地が存在する。芳賀に所在する郡山警察署芳賀交番、および堂前町に所在する郡山消防署本署がそれぞれ管轄にあたる。

### 河川・湖沼
一級水系阿武隈川
- 阿武隈川

## 世帯数と人口
2024年1月1日現在の世帯数と人口は以下の通りである。
| 町丁   | 世帯数 | 人口 |
| ------ | ------ | ---- |
| 佐野良 | 19世帯 | 40人 |

## 小・中学校の学区
市立小・中学校に通う場合、学区は以下の通りとなる。
| 番地 | 小学校             | 中学校                 |
| ---- | ------------------ | ---------------------- |
| 全域 | 郡山市立芳賀小学校 | 郡山市立郡山第四中学校 |

## 交通

### 道路
- 福島県道372号須賀川二本松自転車道線（みちのく自転車道）

南側域外至近に一級市道56号赤沼方八町線（美術館通り）が通る。